# مياندهي (فريمان)
مياندهي (بالفارسية: میاندهی) هي قرية تقع في قسم بالابند الريفي في إيران. يقدر عدد سكانها بـ 628 نسمة بحسب إحصاء 2016.